# Ectopatria
Ectopatria é um gênero de traça pertencente à família Arctiidae.